# Miloš Roman
Pour les articles homonymes, voir Roman.
Miloš Roman (né le 6 novembre 1999 à Kysucké Nové Mesto en Slovaquie) est un joueur professionnel slovaque de hockey sur glace. Il évolue au poste d'attaquant.

## Biographie

### Carrière en club
Formé au HC Oceláři Třinec en Tchéquie, il joue son premier match en senior dans l'Extraliga en 2016-2017. Il est choisi au premier tour, en sixième position de la sélection européenne 2017 de la Ligue canadienne de hockey par les Giants de Vancouver. Il part alors en Amérique du Nord et évolue trois saisons dans la Ligue de hockey de l'Ouest. Il est choisi au quatrième tour, en cent-vingt-deuxième position par les Flames de Calgary lors du Repêchage d'entrée dans la LNH 2018. Il remporte l'Extraliga 2021 avec le HC Oceláři Třinec.

### Carrière internationale
Il représente la Slovaquie au niveau international. Il prend part aux sélections jeunes. Il participe à son premier championnat du monde senior en 2021. Il est sélectionné pour les Jeux olympiques de 2022 et remporte la médaille de bronze avec la Slovaquie.

## Statistiques

### En club
| Saison    | Équipe              | Ligue     |                   | Saison régulière  | Saison régulière  | Saison régulière  | Saison régulière  | Saison régulière |   | Séries éliminatoires | Séries éliminatoires | Séries éliminatoires | Séries éliminatoires | Séries éliminatoires |
| Saison    | Équipe              | Ligue     | PJ                | B                 | A                 | Pts               | Pun               | PJ               | B | A                    | Pts                  | Pun                  |                      |                      |
| 2016-2017 | HC Oceláři Třinec   | Extraliga | 1                 | 0                 | 0                 | 0                 | 0                 | -                | - | -                    | -                    | -                    |                      |                      |
| 2016-2017 | HC Frýdek-Místek    | 1.liga    | 29                | 4                 | 2                 | 6                 | 24                | 10               | 1 | 1                    | 2                    | 2                    |                      |                      |
| 2017-2018 | Giants de Vancouver | LHOu      | 39                | 10                | 22                | 32                | 10                | 7                | 3 | 3                    | 6                    | 4                    |                      |                      |
| 2018-2019 | Giants de Vancouver | LHOu      | 59                | 27                | 33                | 60                | 21                | 22               | 4 | 8                    | 12                   | 12                   |                      |                      |
| 2019-2020 | Giants de Vancouver | LHOu      | 62                | 24                | 23                | 47                | 28                | -                | - | -                    | -                    | -                    |                      |                      |
| 2020-2021 | HC Oceláři Třinec   | Extraliga | 34                | 7                 | 5                 | 12                | 10                | 16               | 2 | 1                    | 3                    | 2                    |                      |                      |
| 2021-2022 | HC Oceláři Třinec   | Extraliga | 46                | 10                | 14                | 24                | 16                | 14               | 2 | 3                    | 5                    | 2                    |                      |                      |
| 2022-2023 | HC Oceláři Třinec   | Extraliga | 47                | 4                 | 5                 | 9                 | 10                | 22               | 0 | 3                    | 3                    | 6                    |                      |                      |
| 2023-2024 | HC Oceláři Třinec   | Extraliga | Saison en cours ? | Saison en cours ? | Saison en cours ? | Saison en cours ? | Saison en cours ? |                  |   |                      |                      |                      |                      |                      |